# Jinyuan

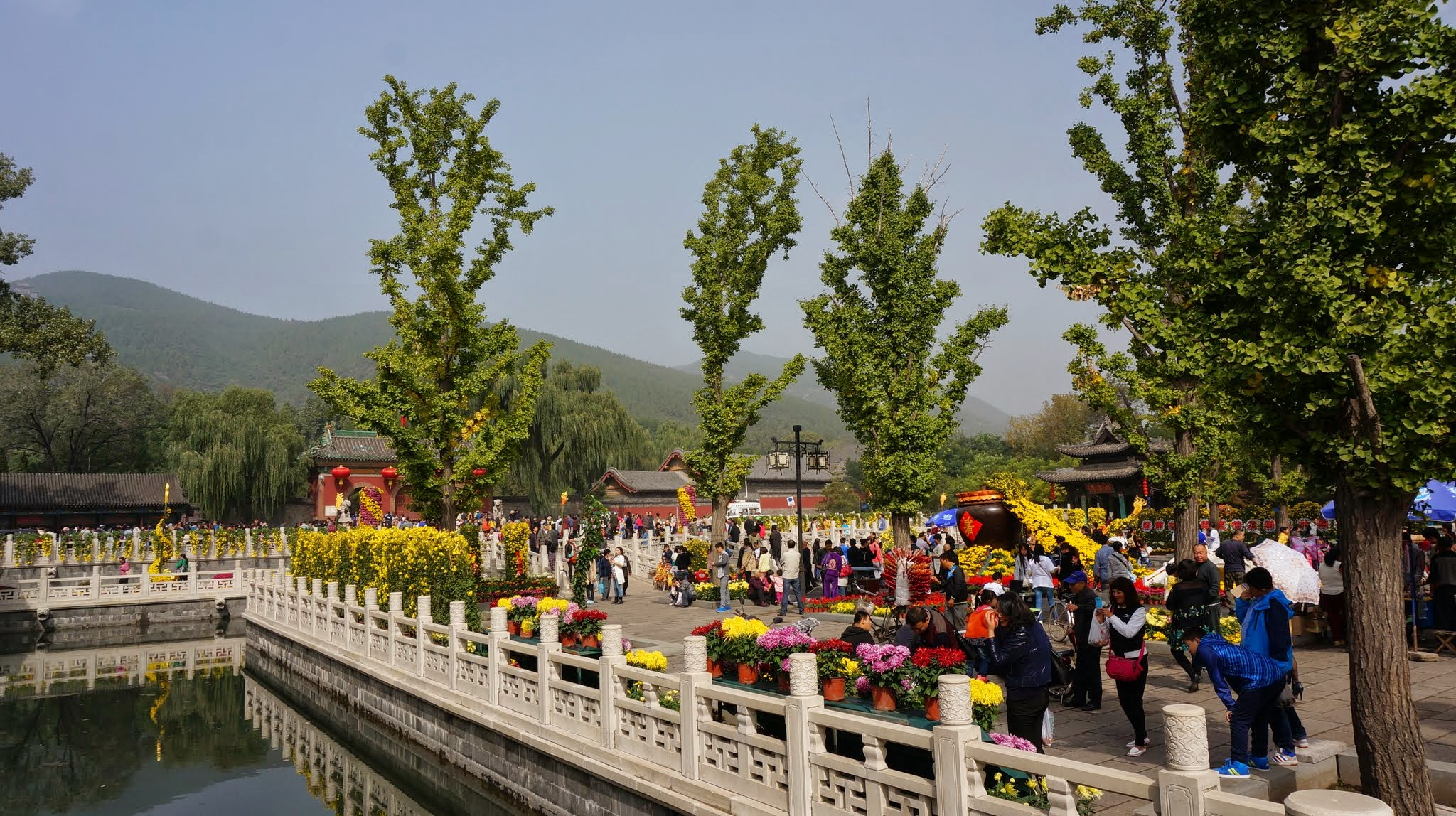
Jonyuan, Taiyuan, Shanxi, Kina

Jinyuan är ett stadsdistrikt i Taiyuan i Shanxi-provinsen i norra Kina.
1. ↑  http://www.geohive.com/cntry/CN-14_ext.aspx